# شيرلي أنان
شيرلي أنان (بالإنجليزية: Shirley Annan)‏ هي لاعبة كرة الشبكة نيوزيلندية، ولدت في 30 سبتمبر 1940، وتوفيت في 27 مارس 2017 في إنفركارجل في نيوزيلندا.